# Проспект Кирова (Коломна)
Проспе́кт Ки́рова — одна из центральных улиц Коломны и самая широкая улица города.
Улица начинается Т-образным перекрестком с улицей Октябрьской революции, пересекает улицы Гагарина, Ленина, Дзержинского, Зелёную и заканчивается в районе поселка имени Кирова в черте города Коломны.

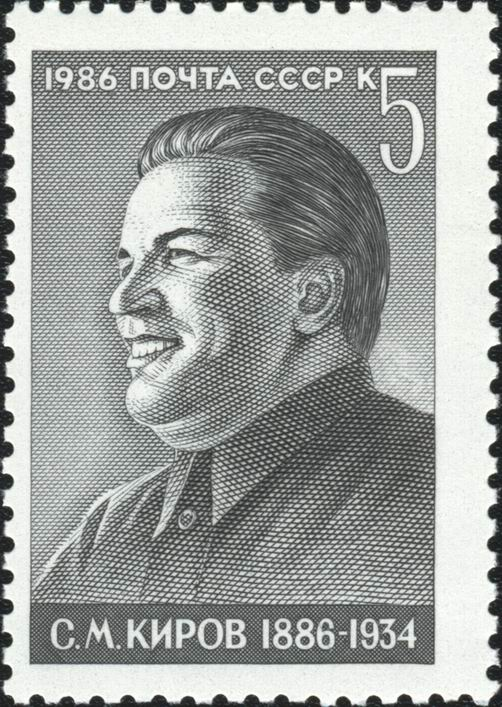
Сергей Киров, в честь которого назван проспект

## Происхождение названия
Проспект назван в честь русского советского политического деятеля Сергея Кирова.

## Архитектура
Архитектурный облик улицы определяет много- и малоэтажная жилая застройка. Кроме того, на проспекте располагается трамвайное управление и продовольственный комплекс рядом с трамвайной остановкой «Флотская».

## Транспорт
По проспекту организовано трамвайное и автобусное движение.
Все маршруты коломенского трамвая проходят по проспекту Кирова. На улице расположены трамвайные остановки «Детская художественная школа», «Флотская», «Зелёная улица», «Улица Дзержинского», «Улица Ленина», «Трамвайное управление» и «Советская площадь».

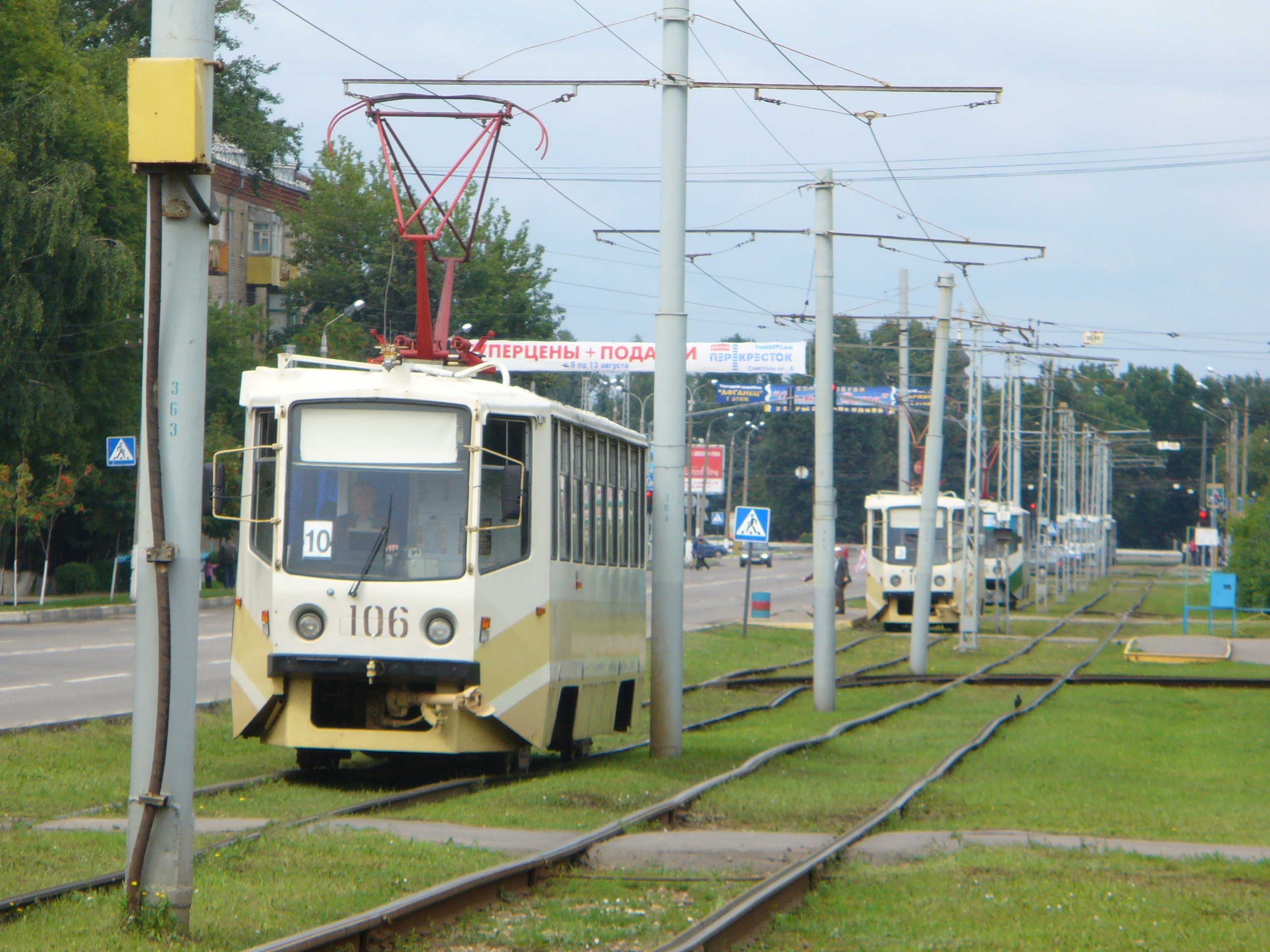
Вид на проспект Кирова с улицы Ленина
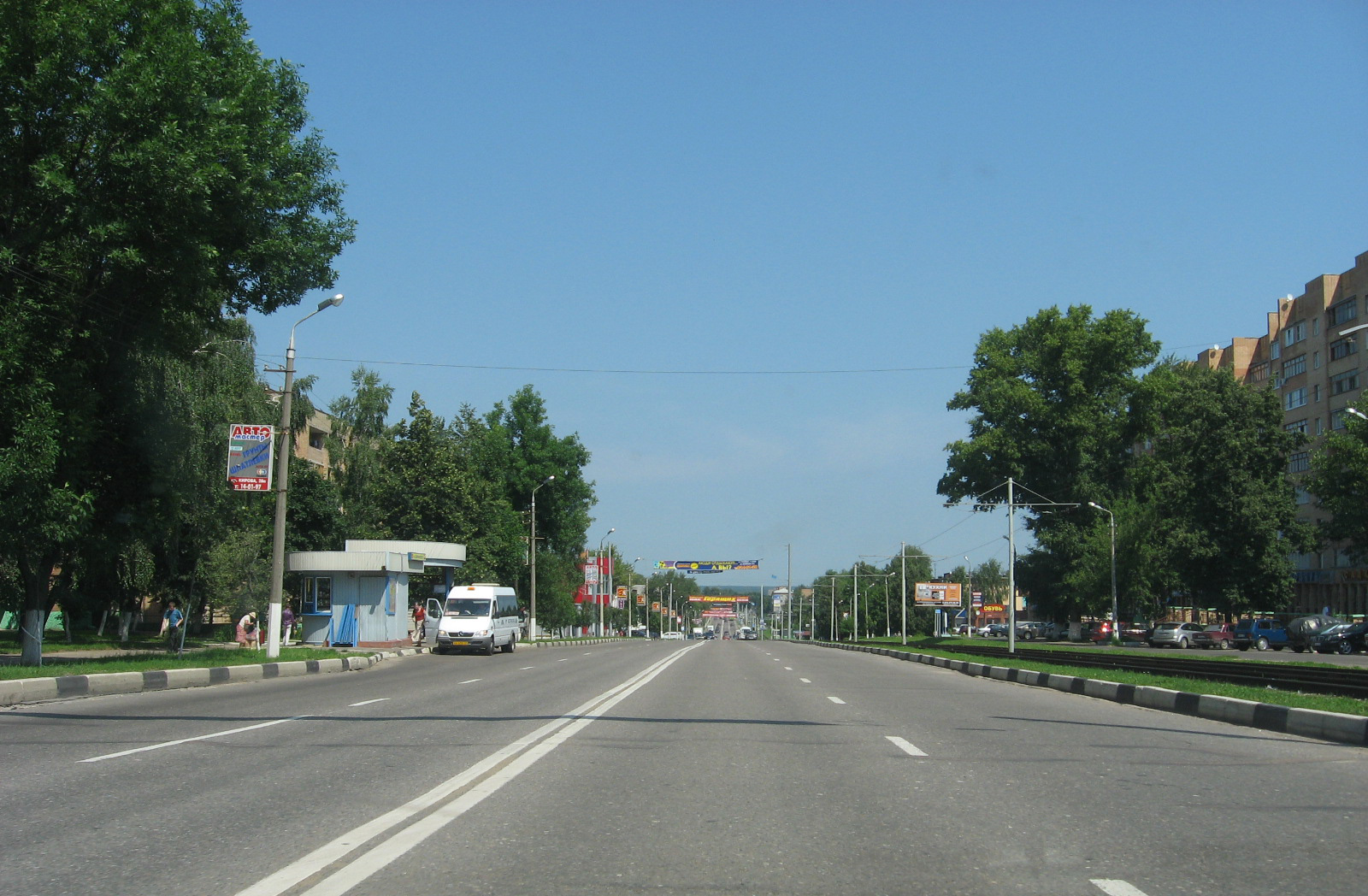
Вид на проспект Кирова с улицы Дзержинского